# Стрибки у воду на літніх Олімпійських іграх 2020 — трамплін, 3 метри (жінки)
Змагання зі стрибків у воду з трьохметрового трампліна серед жінок на літніх Олімпійських іграх 2020 відбудуться з 30 липня по 1 серпня 2021 року в Токійському центрі водних видів спорту. Це буде 24-та поява цієї дисципліни на Олімпійських іграх. Її проводили на всіх Олімпіадах починаючи з 1920 року.

## Формат змагань
Змагання складаються з трьох раундів:
- Попередній раунд: всі спортсменки виконують по п'ять стрибків; 18 найкращих стрибунок у воду виходять до півфіналу.
- Півфінал: 18 спортсменок виконують по п'ять стрибків; результати попереднього раунду не враховуються. 12 найкращих стрибунок виходять до фіналу.
- Фінал: 12 спортсменок виконують по п'ять стрибків; результати півфіналу не враховуються. Три найкращі стрибунки здобувають, відповідно, золоту, срібну та бронзову медалі.

У кожному раунді з п'яти стрибків по одному стрибку має бути з кожної з п'яти груп (forward, back, reverse, inward, and twisting). Кожен стрибок має свій ступінь складності в залежності від різних факторів. Згідно з методичним керівництвом FINA найскладніші стрибки мають оцінку 4,7 (reverse 4 1⁄2 somersault in pike position and back 4 1⁄2 somersault in pike position), але учасники можуть спробувати і складніші стрибки. Колегія із семи суддів оцінює стрибки. Для кожного стрибка кожен суддя дає оцінку від 0 до 10 балів, з кроком 0,5. Два верхні і два нижні бали відкидаються. Решта три бали підсумовуються і множаться на ступінь складності. Це і є оцінка стрибка. Оцінка за раунд є сумою оцінок усіх п'яти стрибків.

## Розклад
Вказано стандартний японський час (UTC+9).
| Дата      | Час   | Раунд            |
| --------- | ----- | ---------------- |
| 30 липня  | 15:00 | Попередній раунд |
| 31 липня  | 15:00 | Півфінал         |
| 31 серпня | 15:00 | Фінал            |

## Результати
Зелений позначено фіналісток
Блакитний позначено півфіналісток
| Місце | Стрибунка                   | Країна                           | Попередній раунд | Попередній раунд | Півфінал         | Півфінал         | Фінал            | Фінал            | Фінал            | Фінал            | Фінал            | Фінал            |
| Місце | Стрибунка                   | Країна                           | Очки             | Місце            | Очки             | Місце            | Стрибок 1        | Стрибок 2        | Стрибок 3        | Стрибок 4        | Стрибок 5        | Очки             |
| ----- | --------------------------- | -------------------------------- | ---------------- | ---------------- | ---------------- | ---------------- | ---------------- | ---------------- | ---------------- | ---------------- | ---------------- | ---------------- |
| 1     | Ши Тінмао                   | Китай (CHN)                      | 350.45           | 1                | 371.45           | 1                | 76.50            | 76.50            | 75.00            | 77.50            | 78.00            | 383.50           |
| 2     | Ван Хань                    | Китай (CHN)                      | 347.25           | 2                | 346.85           | 2                | 72.00            | 67.50            | 66.00            | 69.75            | 73.50            | 348.75           |
| 3     | Кріста Палмер               | США (USA)                        | 279.10           | 15               | 316.65           | 5                | 67.50            | 63.00            | 73.50            | 66.65            | 73.10            | 343.75           |
| 4     | Нур Дабіта Сабрі            | Малайзія (MAS)                   | 291.60           | 10               | 312.60           | 6                | 63.00            | 66.65            | 61.50            | 67.50            | 67.50            | 326.15           |
| 5     | Інге Янсен                  | Нідерланди (NED)                 | 278.75           | 16               | 301.90           | 9                | 63.00            | 63.00            | 58.50            | 63.55            | 63.00            | 311.05           |
| 6     | Aranza Vázquez              | Мексика (MEX)                    | 294.30           | 8                | 318.60           | 4                | 63.00            | 60.45            | 66.00            | 46.50            | 67.50            | 303.45           |
| 7     | Тіна Пунцель                | Німеччина (GER)                  | 287.00           | 14               | 311.05           | 7                | 66.00            | 44.95            | 61.50            | 63.00            | 67.50            | 302.95           |
| 8     | Дженніфер Абель             | Канада (CAN)                     | 332.40           | 3                | 341.40           | 3                | 63.00            | 69.75            | 39.00            | 64.50            | 61.20            | 297.45           |
| 9     | Hailey Hernandez            | США (USA)                        | 309.55           | 6                | 291.60           | 10               | 58.05            | 58.80            | 58.80            | 58.80            | 54.00            | 288.45           |
| 10    | Mariia Poliakova            | Олімпійський комітет Росії (ROC) | 288.55           | 13               | 290.10           | 11               | 61.50            | 39.00            | 63.00            | 57.00            | 63.55            | 284.05           |
| 11    | Мішель Гаймберг             | Швейцарія (SUI)                  | 289.95           | 11               | 289.80           | 12               | 60.00            | 63.00            | 41.85            | 54.00            | 64.50            | 283.35           |
| 12    | Естер Цінь                  | Австралія (AUS)                  | 292.80           | 9                | 309.15           | 8                | 67.50            | 29.45            | 61.50            | 42.00            | 61.50            | 261.95           |
| 13    | Emma Gullstrand             | Швеція (SWE)                     | 289.65           | 12               | 288.85           | 13               | Завершила виступ | Завершила виступ | Завершила виступ | Завершила виступ | Завершила виступ | Завершила виступ |
| 14    | Анабель Сміт                | Австралія (AUS)                  | 272.05           | 18               | 285.60           | 14               | Завершила виступ | Завершила виступ | Завершила виступ | Завершила виступ | Завершила виступ | Завершила виступ |
| 15    | Кім Су Чі                   | Південна Корея (KOR)             | 304.20           | 7                | 283.90           | 15               | Завершила виступ | Завершила виступ | Завершила виступ | Завершила виступ | Завершила виступ | Завершила виступ |
| 16    | Саяка Мікамі                | Японія (JPN)                     | 317.10           | 5                | 273.70           | 16               | Завершила виступ | Завершила виступ | Завершила виступ | Завершила виступ | Завершила виступ | Завершила виступ |
| 17    | Харука Еномото              | Японія (JPN)                     | 277.85           | 17               | 255.40           | 17               | Завершила виступ | Завершила виступ | Завершила виступ | Завершила виступ | Завершила виступ | Завершила виступ |
| 18    | Памела Вейр                 | Канада (CAN)                     | 330.10           | 4                | 245.10           | 18               | Завершила виступ | Завершила виступ | Завершила виступ | Завершила виступ | Завершила виступ | Завершила виступ |
| 19    | Грейс Рід                   | Велика Британія (GBR)            | 268.15           | 19               | Завершила виступ | Завершила виступ | Завершила виступ | Завершила виступ | Завершила виступ | Завершила виступ | Завершила виступ | Завершила виступ |
| 20    | Ин Яньї                     | Малайзія (MAS)                   | 251.95           | 20               | Завершила виступ | Завершила виступ | Завершила виступ | Завершила виступ | Завершила виступ | Завершила виступ | Завершила виступ | Завершила виступ |
| 21    | Луана Ліра                  | Бразилія (BRA)                   | 244.35           | 21               | Завершила виступ | Завершила виступ | Завершила виступ | Завершила виступ | Завершила виступ | Завершила виступ | Завершила виступ | Завершила виступ |
| 22    | Скарлетт М'ю Дженсен        | Велика Британія (GBR)            | 243.25           | 22               | Завершила виступ | Завершила виступ | Завершила виступ | Завершила виступ | Завершила виступ | Завершила виступ | Завершила виступ | Завершила виступ |
| 23    | Кесарь Вікторія Юріївна     | Україна (UKR)                    | 238.20           | 23               | Завершила виступ | Завершила виступ | Завершила виступ | Завершила виступ | Завершила виступ | Завершила виступ | Завершила виступ | Завершила виступ |
| 24    | Письменська Ганна Сергіївна | Україна (UKR)                    | 232.30           | 24               | Завершила виступ | Завершила виступ | Завершила виступ | Завершила виступ | Завершила виступ | Завершила виступ | Завершила виступ | Завершила виступ |
| 25    | Джулія Вінсент              | ПАР (RSA)                        | 228.90           | 25               | Завершила виступ | Завершила виступ | Завершила виступ | Завершила виступ | Завершила виступ | Завершила виступ | Завершила виступ | Завершила виступ |
| 26    | Мікаела Бутер               | ПАР (RSA)                        | 216.15           | 26               | Завершила виступ | Завершила виступ | Завершила виступ | Завершила виступ | Завершила виступ | Завершила виступ | Завершила виступ | Завершила виступ |
| 27    | Аранча Чавес                | Мексика (MEX)                    | 190.35           | 27               | Завершила виступ | Завершила виступ | Завершила виступ | Завершила виступ | Завершила виступ | Завершила виступ | Завершила виступ | Завершила виступ |